# 黄花山镇
黄花山镇，是中华人民共和国内蒙古自治区通辽市扎鲁特旗下辖的一个乡镇级行政单位。

## 行政区划
黄花山镇下辖以下地区：
富民社区和阳光社区。